# 마르셀, 신발 신은 조개
"마르셀, 신발 신은 조개"(영어: Marcel the Shell with Shoes On)는 2021년 제작된 미국의 코미디 드라마 실사/스톱 모션  애니메이션 영화이다. 딘 플라이셔 캠프의 감독 데뷔작이며, 배우 제니 슬레이트가 주인공 마르셀의 목소리를 연기했다.

## 출연

### 주연
- 제니 슬레이트 : 마르셀 역 (목소리)

### 조연
- 딘 플라이셔-캠프 : 딘 역
- 이사벨라 로셀리니 : 코니 역 (목소리)
- 토마스 만 : 마크 역
- 로사 살라자르 : 라리사 역
- 레슬리 스탈 : 레슬리 스탈 역 (본인)